# Чешка крона
Вижте пояснителната страница за други значения на крона.
Чешката крона (на чешки: koruna česká) е официалното разплащателно средство и парична единица в Чехия.
Въведена е в обращение от началото на 1993 г., когато чехословашката крона престава да се използва, след като тогава Чехословакия се разделя на Чехия и Словакия, като 2-те нови държави въвеждат свои собствени валути, съответно чешка крона и словашка крона.
През ноември 2013 г. Чешката национална банка се намеси, за да отслаби обменния курс на кроната чрез паричен стимул, за да спре валутата от прекомерно укрепване. 
Очаква се след няколко години Чехия да се присъедини към Еврозоната, въвеждайки еврото като национална парична единица, с което чешката крона ще престане да бъде официална валута на страната.